# Omahové

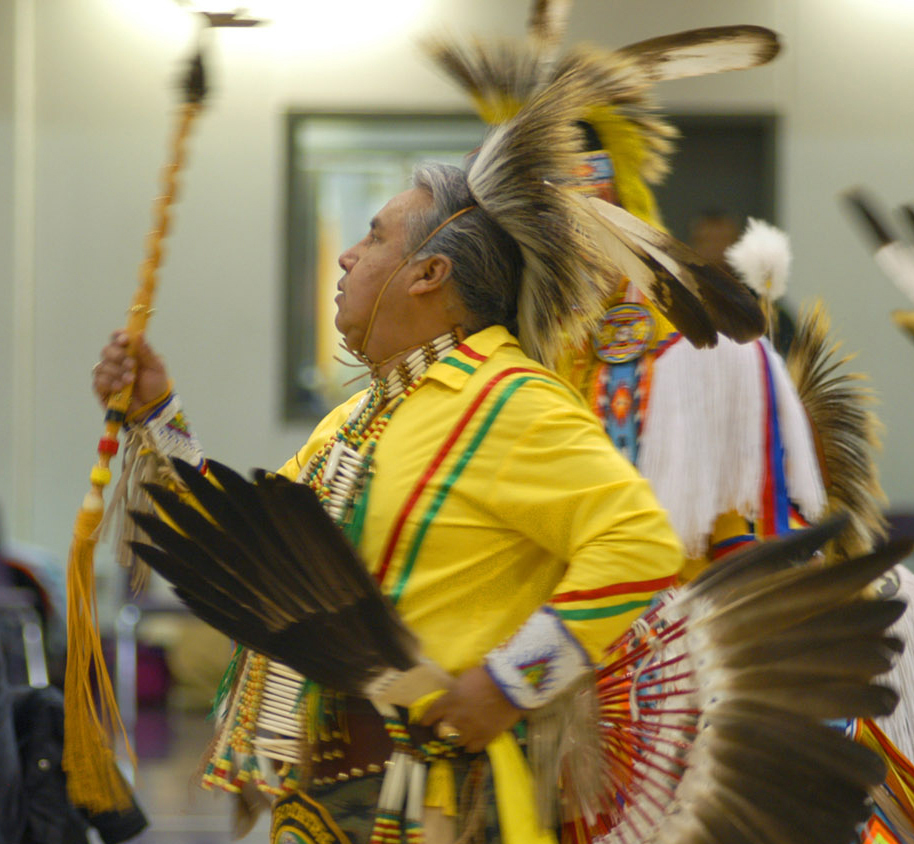
Omažský tanečník

Omahové jsou příslušníci federálně uznané etnické skupiny domorodých obyvatel Spojených států amerických. Žijí v rezervaci na rozhraní států Iowa a Nebraska, která má rozlohu 796 km² a jejím správním střediskem je Macy. Počet Omahů podle sčítání z roku 2000 dosahuje 5194 osob. Hovoří převážně angličtinou, starší lidé používají původní jazyk omaha–ponca, který patří mezi siusko-katóbské jazyky. Název kmene pochází z výrazu U-Mo'n-Ho'n – „jdoucí proti proudu“.
Původně Omahové žili v povodí řeky Ohio, odkud v 17. století přesídlili na západ. V roce 1700 došlo k prvnímu kontaktu s Evropany, který zaznamenal Pierre-Charles Le Sueur. Koncem 18. století začali Omahové jezdit na koních a založili osadu Ton-wa-tonga, která se stala střediskem obchodu s kožešinami. Počátkem 19. století populaci kmene výrazně snížily pravé neštovice. V roce 1856 se Omahové po dohodě s americkou vládou usadili v rezervaci.
Omahové patří kulturně mezi prérijní indiány. Vedli polousedlý způsob života, kdy část roku žili ve vesnicích a v období lovecké sezóny obývali přenosná týpí. Věnovali se lovu bizonů, sběračství a pěstování kukuřice. Společnost byla patrilineární a byla rozdělena do deseti klanů. Připomínkou původních zvyků je každoroční slavnost pow wow.
Podle kmene bylo pojmenováno největší město Nebrasky Omaha.
Omažského původu je americký herec Rodney A. Grant.

## Významné osobnosti
- Logan Fontenelle (1825–1855), tlumočník
- Joseph LaFlesche (Železné oko, 1822—1888), jediná známý náčelník s evropskými předky; poslední tradiční náčelník Omahů
- Francis La Flesche (1857–1932), první indiánský etnolog
- Susan La Flesche Picotte (1865–1915), první indiánská lékařka ve Spojených státech
- Susette LaFlesche Tibbles (1854–1903), spisovatelka a aktivistka za práva domorodých obyvatel
- Thomas L. Sloan (1863–1940), první indiánský právník, který předstoupil před Nejvyšší soud Spojených států amerických
- Rodney A. Grant (*1959), herec
- Jeremiah Bitsui, herec